# مایکل اووزو
مایکل اووزو (انگلیسی: Michael Uwezu؛ زادهٔ ۱۲ دسامبر ۱۹۹۰) بازیکن فوتبال اهل نیجریه است.
از باشگاه‌هایی که در آن بازی کرده‌است می‌توان به باشگاه فوتبال تامسمید تاون، باشگاه فوتبال فولام، باشگاه فوتبال نورث‌همپتون تاون، باشگاه فوتبال فارست گرین راورز، و باشگاه فوتبال لینکولن سیتی اشاره کرد.